# Мельчор-Мускис
Мельчор-Мускис (исп. Ciudad Melchor Múzquiz) — город в Мексике, штат Коауила, входит в состав муниципалитета одноимённого и является его административным центром. Численность населения, по данным переписи 2020 года, составила 38 992 человека.

## История
26 сентября 1735 года вице-король Новой Испании дон Хуан Антонио де Висаррон-и-Эгиаррета издал указ о возведении пресидио, для защиты от набегов индейцев.
29 августа 1737 года строительство поселения было завершено. Оно получило название Санта-Роса-Мария-дель-Сакраменто.
6 февраля 1850 года поселение было переименовано в честь местного уроженца, генерала и президента Мексики — Мельчора Мускиса, и присвоен статус вилья. А 9 марта 1925 года ему был присвоен статус города.
11 октября 2018 года городу присваивается звание «Магический городок» (исп. Pueblos Mágicos).

## Инфраструктура
Город обслуживает аэропорт Мускис.
Через город проходит Федеральная трасса № 53.

## Достопримечательности
- Церковь Розы Лимской, построенная в XIX веке
- Музей антропологии, минералов, палеонтологии и истории, где можно найти предметы древности, характеризующие этот регион.

## Фотографии

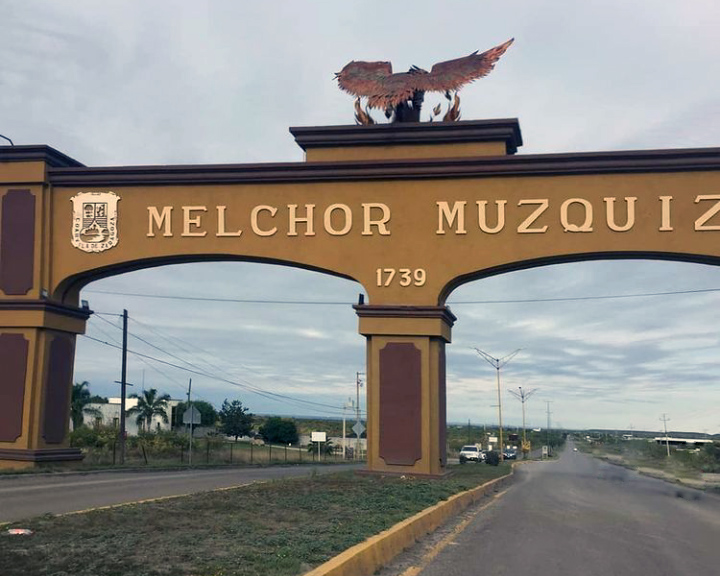
Арка на въезде в город
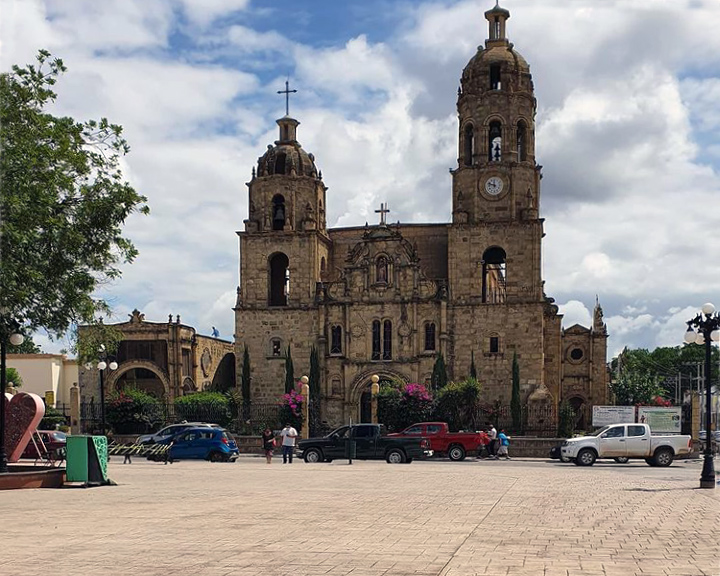
Церковь Розы Лимской